# Ulloriannguaq Kristiansen
Ulloriannguaq Paavia Heilmann Kristiansen [ˌuɬːɔʁiˈaŋːuɑq ˈpaːvia ˈhai̯lmæn ˈkʁesdi̯ænsn̩] (nach alter Rechtschreibung Uvdloriánguaĸ Pâvia Hejlmann Kristiansen; * 6. September 1927 in Arsuk; † 12. Juli 1998) war ein grönländischer Journalist, Schriftsteller, Übersetzer und Redakteur.

## Leben
Ulloriannguaq Kristiansen war der Sohn des Katecheten und Landesrats Abel Jens Kristian Kristiansen (1900–1975) und seiner Frau Dorthe Bolette Johanne Heilmann (1901–1989), einer Schwester des Katecheten Karl Heilmann (1914–1998). Er heiratete am 26. Dezember 1953 Henriette „Jatti“ Benedikte Sofie Louise Lynge (1928–?), Tochter des Pastors Telef Lars Benediktus Jørgen Lynge (1904–?) und seiner Frau Juliane Ketura Augusta Motzfeldt (1905–?), Tochter von Hans Motzfeldt (1881–1921). Ihr Onkel war somit Lars Motzfeldt (1908–1987).
Ulloriannguaq Kristiansen besuchte von 1942 bis 1947 Grønlands Seminarium. Anschließend ließ er sich bis 1952 in Grönland und Dänemark zum Journalisten ausbilden. Danach war er Zeitungsjournalist bei der Atuagagdliutit und arbeitete bei Grønlands Radio. Von 1957 bis 1961 ließ er sich unter anderem an der Journalismushochschule in Dänemark weiterbilden. Von 1965 bis 1990 war er für die Radionachrichten zuständig. 1987 wurde er Chefredakteur der Radionachrichten. Von 1990 bis 1994 war er in der Kultur- und Unterhaltungsabteilung beschäftigt, bevor er am 1. Oktober 1994 pensioniert wurde.
Von 1946 bis 1947 war er Vorsitzender des Schülerrats des Seminariums. Von 1956 bis 1957 war er Vorsitzender von Grønlands Idrætsforbund. Von 1971 bis 1983 war er Mitglied des Rats der Gemeinde Nuuk, davon zeitweilig als Zweiter Vizebürgermeister. Außerdem war er von 1972 bis 1976 Vorsitzender des Grönländischen Informationsbunds, von 1974 bis 1984 Vorsitzender des Versammlungshauses in Nuuk, von 1979 bis 1983 Vorsitzender von KANUKOKA, von 1983 bis 1989 Vorsitzender des Freizeitausschusses in Nuuk, von 1984 bis 1987 Vorsitzender der Grönländischen Schriftstellervereinigung, von 1984 bis 1991 Vorsitzender des Sprachvereins in Nuuk, von 1983 bis 1989 Vorsitzender des Grönländischen Museumsrats, von 1989 bis 1995 Vorsitzender des Zusammenschlusses Grönländischer Sprachvereine, von 1987 bis 1991 Landessekretär beim grönländischen Blauen Kreuz und von 1966 bis 1996 Aufsichtsratsmitglied bei Brugseni Nuuk.
Neben seiner Arbeit als Journalist war Ulloriannguaq Kristiansen auch als Schriftsteller, Übersetzer und Redakteur tätig. Er war Redakteur der Jugendzeitung Inûsugtoĸ, der Kulturzeitung Univkât, der Sportzeitung Timerssorneĸ sowie der Schulzeitung Pisigseĸ. Neben seinen Büchern schrieb er weitere Novellen und Gedichte für Zeitungen und Zeitschriften.
Ulloriannguaq Kristiansen wurde 1997 mit dem Grönländischen Kulturpreis ausgezeichnet. Er starb ein Jahr später im Alter von 70 Jahren.

## Werke

### Eigene Werke
- 1954: Nunagssiarsiaĸ
- 1956: Jonathan Petersen – taigdliortoĸ, eríniortoĸ, atuagagssiortoĸ, oĸausilerissoĸ, atuartitsissoĸ, inuk (mit Nikolaj Rosing)
- 1957: Akiliniliarneĸ  (Mitverfasser)
- 1978: Nuuk – Godthåb – 1728–1978
- 1983: Nûp katerssortardia – Godthåb Forsamlingshus – 1958–1983

### Übersetzungen
- 1956: Sapangaĸ (Die Perle von John Steinbeck)
- 1959: Ikíngutigît arfinigdlit (De seks von Rudolf Bruhn)
- 1965: Ben Hur (Ben Hur von Lew Wallace)